# Mîhailivka, Rovenkî
Mîhailivka (în ucraineană Михайлівка) este o așezare de tip urban din orașul regional Rovenkî, regiunea Luhansk, Ucraina. În afara localității principale, nu cuprinde și alte sate.

## Demografie
Componența lingvistică a așezării de tip urban Mîhailivka
     Rusă (80,15%)
     Ucraineană (19,67%)
     Alte limbi (0,12%)
Conform recensământului din 2001, majoritatea populației așezării de tip urban Mîhailivka era vorbitoare de rusă (80,15%), existând în minoritate și vorbitori de ucraineană (19,67%).